# Niki Atanasiu
Nicolae (Niki) Atanasiu (n. 20 mai 1907, București – d. 24 noiembrie 1967, București) a fost un mare actor român de teatru și film. Un adevarat artist al poporului.
Niki Atanasiu a avut o bogată activitate teatrală (la Teatrul Național, București începând din 1924) și de cinematografie unde a jucat în roluri interpretate în prealabil pe scenă.

## Biografie
A urmat studii la Conservatorul de artă dramatică București (1928) la clasa Lucia Sturdza-Bulandra.
A decedat în 1967 și a fost înmormântat în Cimitirul Ghencea.

## Distincții
- Ordinul Meritul Cultural în gradul de Medalie cl. I, pentru teatru (1 februarie 1943)[3]
- Ordinul Muncii clasa a III-a (19 aprilie 1952) „pentru munca depusă cu ocazia «Centenarului Caragiale»”[4]
- titlul de Artist emerit al Republicii Populare Romîne (3 noiembrie 1956) „pentru merite deosebite în activitatea artistică”[5]
- titlul de Artist al Poporului din Republica Populară Romînă (18 august 1964) „pentru merite deosebite în activitatea desfășurată în domeniul teatrului, muzicii, artelor plastice și cinematografiei”[6]
- Ordinul Meritul Cultural clasa I (6 noiembrie 1967) „pentru activitate îndelungată în teatru și merite deosebite în domeniul artei dramatice”[7]

## Roluri în teatru
- DECANUL, Teatrul Național 'Ion Luca Caragiale' - București, 25.12.1944
- FAMILIA BLISS, Teatrul Național 'Ion Luca Caragiale' - București, 10.01.1945
- AȘA VA FI, Teatrul Național 'Ion Luca Caragiale' - București, 20.05.1945
- PETRU CRAMOV,	Teatrul Național 'Ion Luca Caragiale' - București, 22.09.1945
- DON JUAN, Teatrul Național 'Ion Luca Caragiale' - București, 25.11.1945
- Mitică Popescu, Teatrul Național 'Ion Luca Caragiale' - București, 16.12.1945
- ULTIMA ORĂ, Teatrul Național 'Ion Luca Caragiale' - București, 26.01.1946
- FEMEIA ÎNDĂRĂTNICĂ, Teatrul Național 'Ion Luca Caragiale' - București, 10.12.1947
- CĂSĂTORIA, Teatrul Național 'Ion Luca Caragiale' - București, 06.02.1948
- O SCRISOARE PIERDUTĂ,	Teatrul Național 'Ion Luca Caragiale' - București, 17.09.1948
- O SEARĂ LA UNION; O NOAPTE FURTUNOASĂ, Teatrul Național 'Ion Luca Caragiale' - București, 16.09.1949
- BULEVARDUL VĂZDUH, Teatrul Național 'Ion Luca Caragiale' - București,	27.11.1950
- D-ALE CARNAVALULUI, Teatrul Național 'Ion Luca Caragiale' - București, 25.04.1951
- O NOAPTE FURTUNOASĂ; CONU LEONIDA FAȚĂ CU REACȚIUNEA,	Teatrul Național 'Ion Luca Caragiale' - București, 04.02.1952
- MOMENTE; D-ALE CARNAVALULUI, Teatrul Național 'Ion Luca Caragiale' - București, 02.03.1952
- MARTIN ROGERS DESCOPERĂ AMERICA, Teatrul Național 'Ion Luca Caragiale' - București, 03.12.1952
- MATEI MILLO, Teatrul Național 'Ion Luca Caragiale' - București, 09.05.1953
- Ultima oră, Teatrul Național 'Ion Luca Caragiale' - București, 17.12.1953
- Mielul turbat, Teatrul Național 'Ion Luca Caragiale' - București, 25.02.1954
- Citadela sfărâmată, Teatrul Național 'Ion Luca Caragiale' - București, 25.03.1955
- Apus de soare, Teatrul Național 'Ion Luca Caragiale' - București, 24.03.1956
- O SCRISOARE PIERDUTĂ,	Teatrul Național 'Ion Luca Caragiale' - București, 22.06.1956
- ZIARIȘTII, Teatrul Național 'Ion Luca Caragiale' - București, 06.10.1956
- INSTITUTORII,	Teatrul Național 'Ion Luca Caragiale' - București, 24.05.1957
- Bădăranii, Teatrul Național 'Ion Luca Caragiale' - București, 24.07.1957
- OVIDIU, Teatrul Național 'Ion Luca Caragiale' - București, 15.09.1957
- ANII NEGRI, Teatrul Național 'Ion Luca Caragiale' - București, 16.09.1958
- ÎN VALEA CUCULUI, Teatrul Național 'Ion Luca Caragiale' - București, 27.02.1959
- CUZA VODĂ, Teatrul Național 'Ion Luca Caragiale' - București, 04.04.1959
- PARADA, Teatrul Național 'Ion Luca Caragiale' - București, 03.05.1960
- DEZERTORUL, Teatrul Național 'Ion Luca Caragiale' - București, 25.10.1960
- CONU LEONIDA FAȚĂ CU REACȚIUNEA; O NOAPTE FURTUNOASĂ, Teatrul Național 'Ion Luca Caragiale' - București, 04.06.1962
- ADAM ȘI EVA, Teatrul Național 'Ion Luca Caragiale' - București, 12.04.1963
- NORA SAU CASA CU PĂPUȘI, Teatrul Național 'Ion Luca Caragiale' - București, 15.09.1963
- SOMNOROASA AVENTURĂ, Teatrul de Comedie București, 20.10.1964
- DINU PĂTURICĂ, Teatrul Național 'Ion Luca Caragiale' - București, 17.09.1966

## Filmografie
- O scrisoare pierdută (1954) - Ștefan Tipătescu
- Citadela sfărâmată (1957)
- Telegrame (1960) - prefectul Raul Grigorașcu
- Bădăranii (1960) - contele Ricardo
- Porto-Franco (1961) - Bancherul